# Christian Joseph Zuber
Christian Joseph Zuber (11. ledna 1736 Kodaň – 16. září 1802 Fredericia) byl dánský královský architekt, který byl silně ovlivněn francouzským architektem Nicolasem-Henrim Jardinem, můžeme říci, že byl jeho žákem. Zámek Glorup (barokní přestavba společně s Jardinem) byl zapsán do tzv. Dánského kulturního kánonu.

## Život a dílo

### Mládí
Po absolvování gymnázia navštěvoval Christian Joseph Zuber Císařskou inženýrskou akademii ve Vídni a od roku 1759 Královskou dánskou akademii výtvarných umění v Kodani, kde byl v roce 1761 oceněn velkou stříbrnou medailí a v roce 1762 velkou zlatou medailí (za návrh kasáren pro 10 000 mužů).

### Významná díla
Od roku 1760 pracoval sedm let pod vedením Nicolase-Henriho Jardina jako architektonický projektant na přestavbě zámku Marienlyst v Helsingøru (původně královský letohrádek z roku 1588). Nicolas-Henri Jardin a Christian Joseph Zuber uskutečnili zásadní přestavbu zámku Glorup na ostrově Fyn. Od roku 1766 strávil na základě stipendia Akademie šest let na studijních cestách po Francii, Itálii a Rakousku. Po návratu postavil zámek Moesgård u Aarhusu (1776–1778) a Rosenfeldt u Vordingborgu, oba silně ovlivněné Jardinem. Zámek Rosenfeldt je považován za jeho nejlepší samostatné dílo. 

### Dánský kulturní kánon
Zámek Glorup je jeden z nejlepších a nejzachovalejších barokních komplexů v Dánsku, dnešní stav areálu je téměř ve všech ohledech stejný jako po přestavbě v roce 1765, kterou zadal 
Adam Gottlob Moltke. V roce 2006 byl zámek vybrán mezi dvanáct nejvýznamnějších architektonických a krajinářských děl dánského kulturního dědictví a zámek (společně s autory nejdůležitější přestavby) byl zapsán na seznam tzv. Dánského kulturního kánonu.

## Fotogalerie

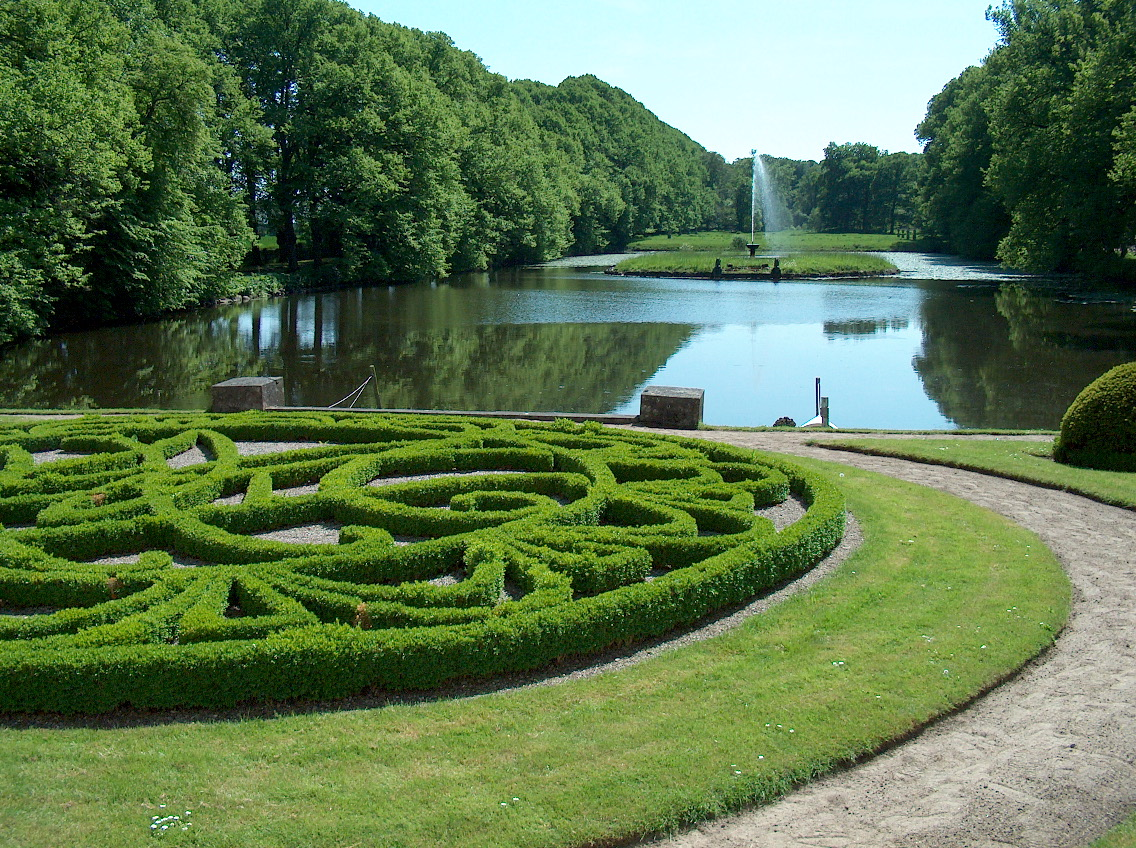
Park a jezero zámku Glorup
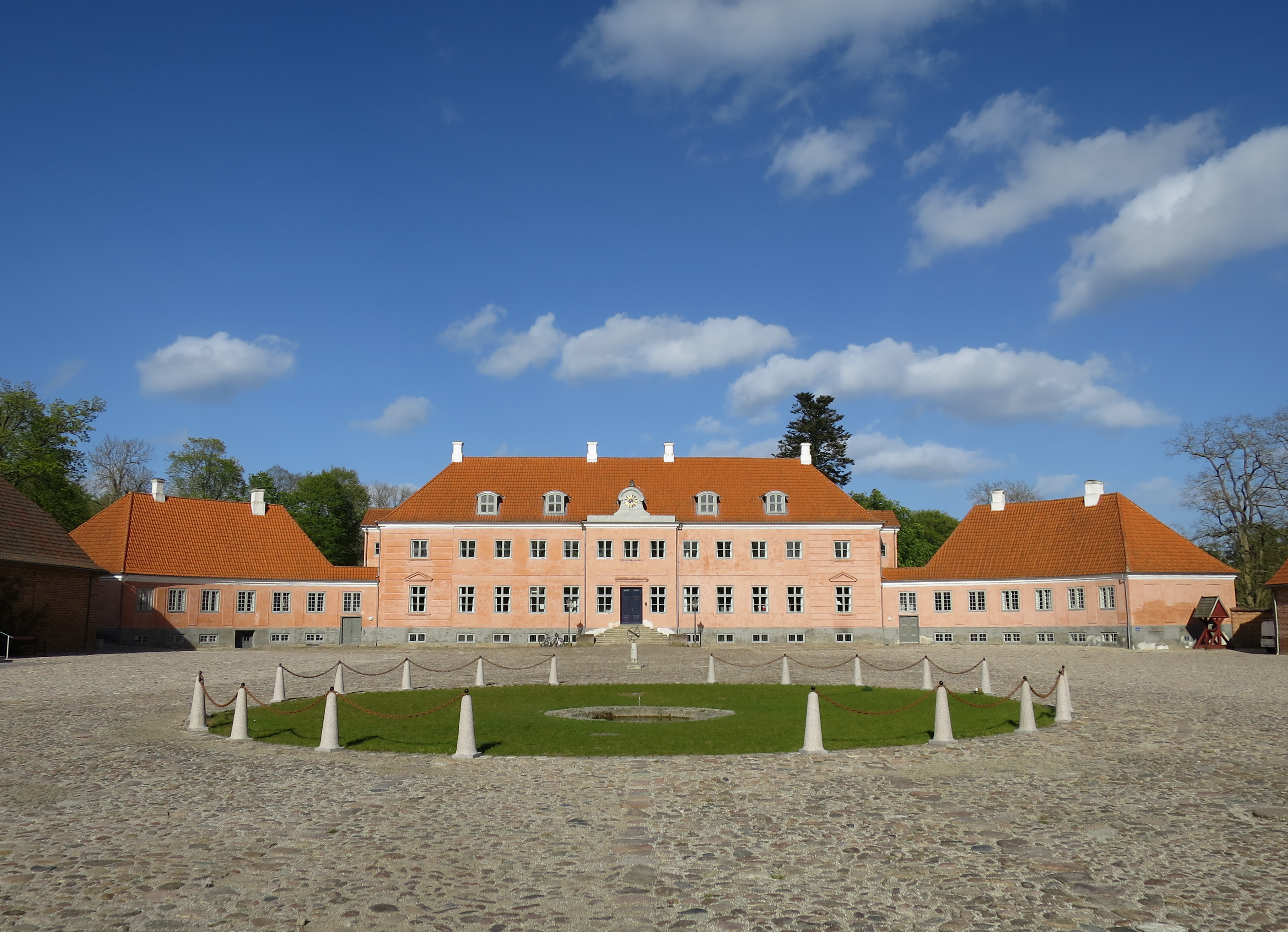
Hlavní budova zámku Moesgård
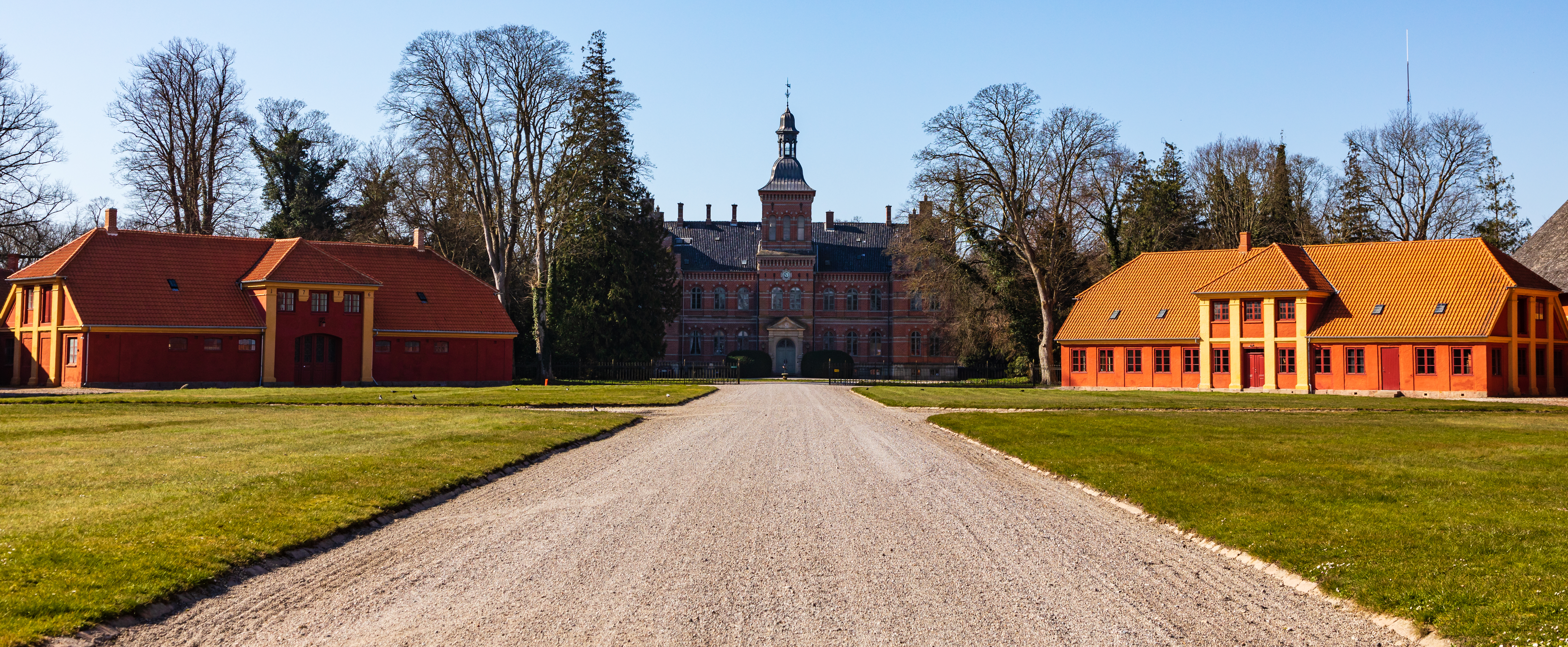
Panorama zámku Rosenfeldt